# De Maandelykse Nederlandsche Mercurius

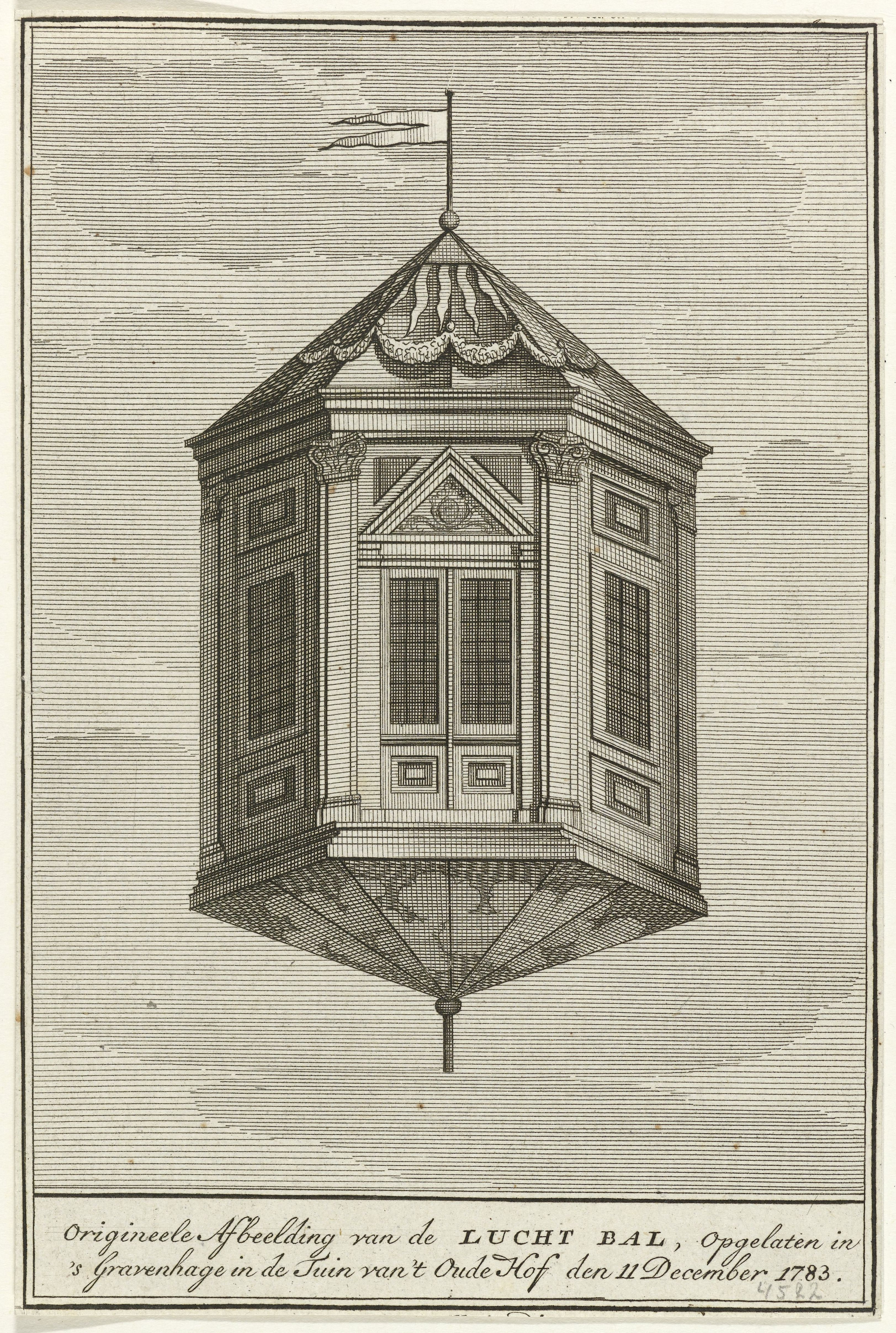
Luchtballon in Den Haag in de Mercurius in 1783

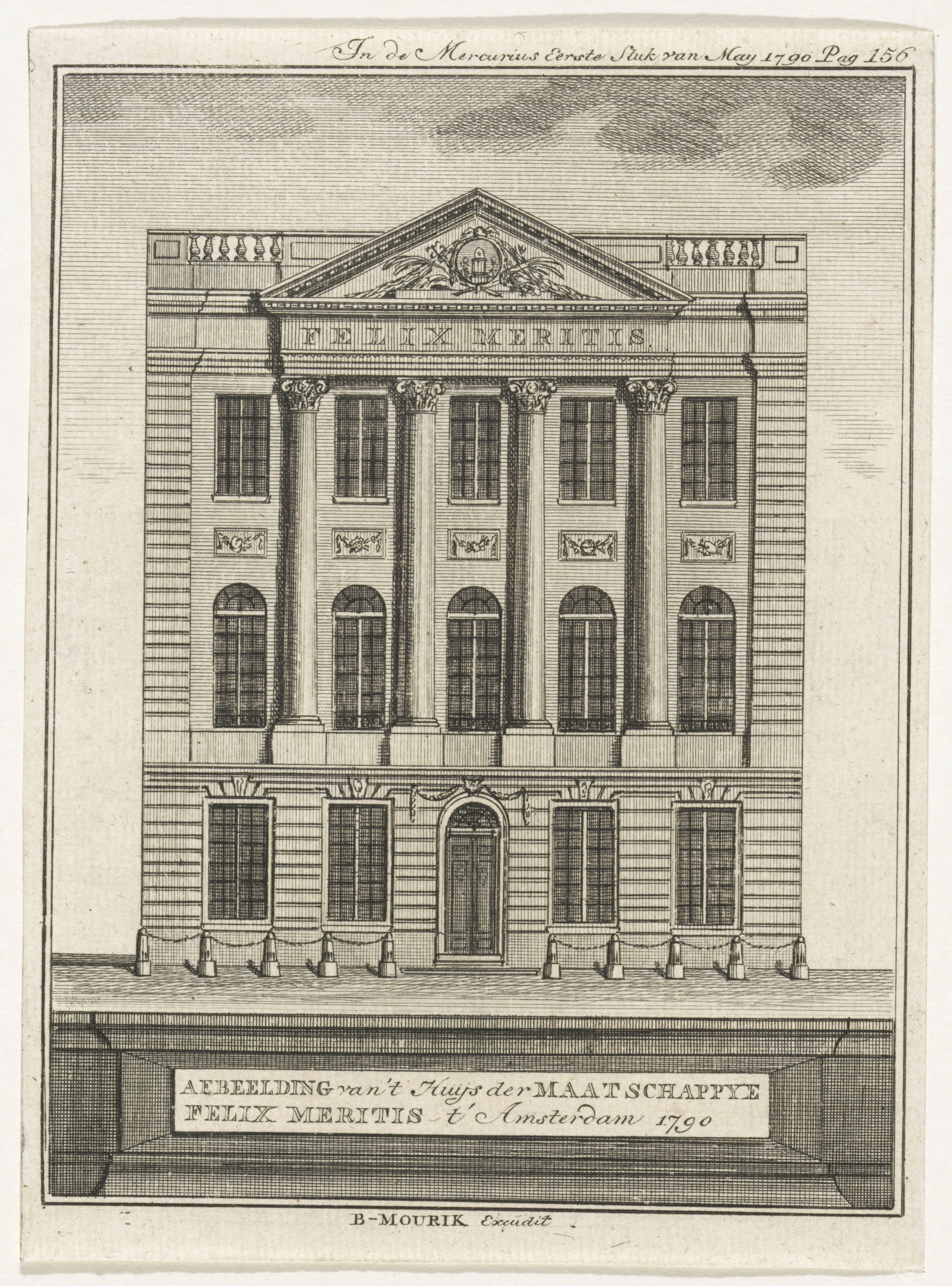
Voorgevel van Felix Meritis in de Mercurius in 1790

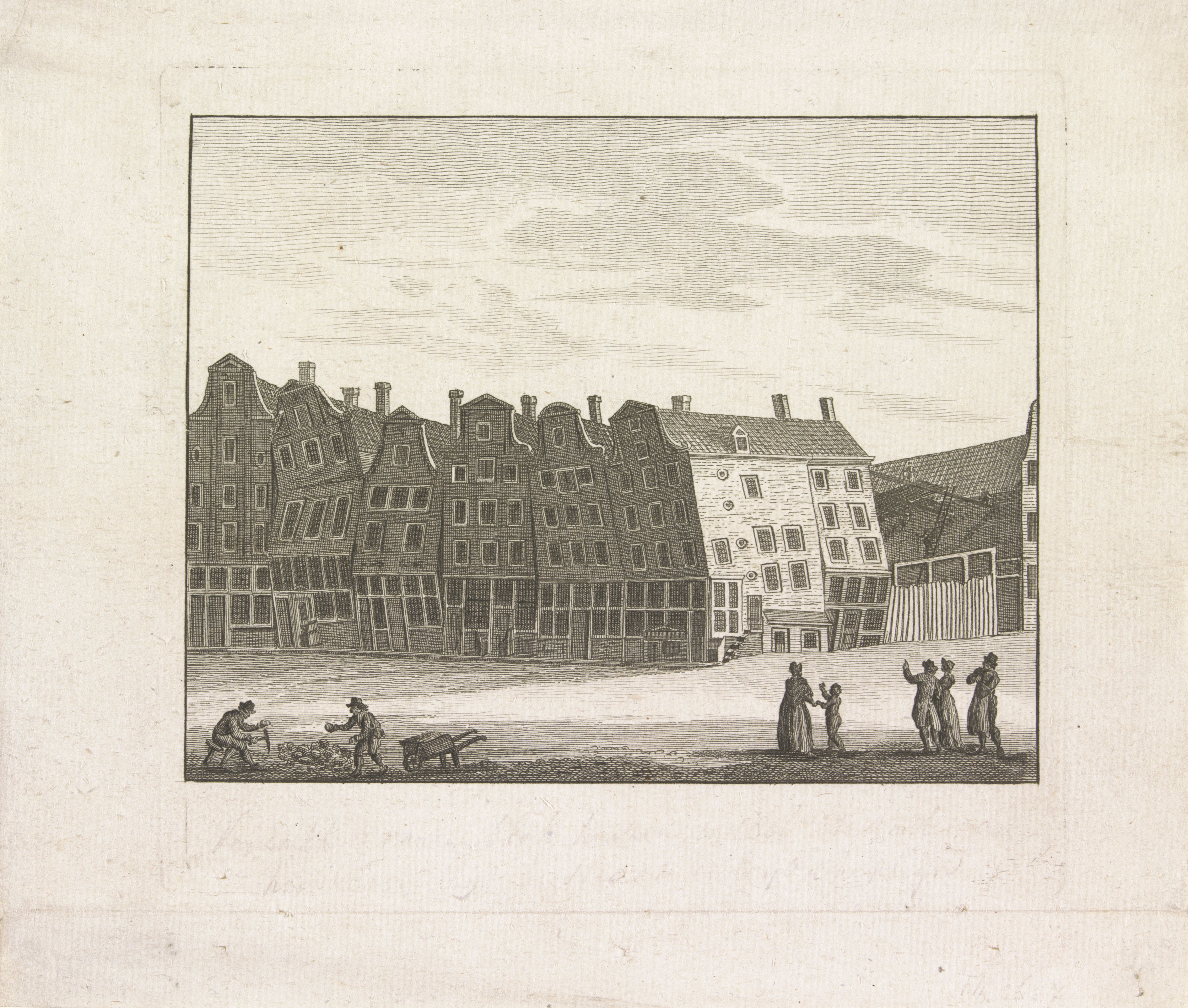
Het verzakte Leidseplein in de Mercurius in 1806

De Maandelykse Nederlandsche Mercurius was een Nederlands tijdschrift dat van augustus 1756 tot juni 1807 in zestien afleveringen per jaar verscheen: in beginsel maandelijks, maar in maart, mei, augustus en oktober met twee nummers. 
Het blad werd opgericht en tot zijn overlijden uitgegeven door Bernardus Mourik (1709-1791), een boekhandelaar in de Nes in Amsterdam. Na zijn dood in september 1791 kocht Jan Augustijn Swalm (1762-1807), boekhandelaar op de Leliegracht, de uitgeefrechten op. Bij Swalms dood begin 1807 werd het blad bij gebrek aan een in overname geïnteresseerde opgeheven. De Amsterdamsche Mercurius die vanaf mei 1807 door Jan Ruysendaal werd uitgegeven, werd weliswaar als opvolger gepresenteerd, maar was geen maandblad meer en kreeg ook verder een geheel andere opzet.

## Inhoud
De Maandelykse Nederlandsche Mercurius was een algemeen nieuwsblad, "gevende een volledig bericht van alles, wat 'er aanmerkenswaardig, ieder Maand, in Europa is voorgevallen, nevens de Origineele Stukken en Bewyzen daar toe dienende, als Placaten, Memoriën, Besluiten, Verweerschriften, Declaratiën, Tractaten, Capitulatiën, Ontwerpen, Beschryvingen en accuraate Lysten van veele nuttige Zaaken, met de noodige Aanmerkingen, &c.", zoals de ondertitel bij de start in 1756 luidde.
Het blad bevatte verslagen van belangrijke staatkundige gebeurtenissen naast beurs- en overlijdensberichten, met een duidelijk accent op Amsterdam. Vanaf 1758 was er een aparte rubriek 'Luthersch Kerknieuws', hoewel Mourik zelf hervormd was. De door hem nagestreefde politieke neutraliteit bleek in de Patriottentijd steeds moeilijker vol te houden. De berichtgeving werd toen duidelijk door sympathie voor de Oranjes gekleurd.

## Illustraties
Vrijwel vanaf het begin werd in beginsel viermaal per jaar - en wel in de maanden dat het blad dubbel verscheen - een aflevering verluchtigd met een zogenaamde 'kunstprent'. De eerste toonde, al in de zomer van 1756, de zwierige rococo-preekstoel in de Grote Kerk van Dordrecht.
De plaat van het maartnummer was tot de Bataafse Omwenteling van 1795 steevast gereserveerd voor de meidecoraties van de Haagse schutterij. Na 1795 werden veelvuldig de nieuwe Bataafse feesten geïllustreerd, die daarvoor in de plaats waren gekomen; in maart 1796 werd - bij uitzondering in kleur - de nieuwe Bataafse vlag afgedrukt. Daarnaast werden ook rampen in beeld gebracht, of dramatische gebeurtenissen als de lancering van de eerste luchtballon in Den Haag (in 1783) en de Bestorming van de Bastille in Parijs (in 1789).

## Afgebeelde bouwwerken
Vanaf 1766 werd het gangbaar om regelmatig een spraakmakend nieuw gebouw vergezeld van een toelichting af te beelden, meestal uit Amsterdam of nabije omgeving. Het kon daarbij zowel om kerken als om openbare profane bouwwerken gaan; particuliere architectuur ontbrak zo goed als volledig. Vooral de Lutheranen waren, in samenhang met hun eigen rubriek, rijkelijk met illustraties bedeeld, Zoals van de Lutherse Kerk in Hoorn (in 1769).
Het werk van de Amsterdamse stadsfabriek en de achtereenvolgende stadsbouwmeesters was goed vertegenwoordigd, met bijvoorbeeld de Muiderpoort van Cornelis Rauws (in 1771), de Stadsschouwburg en de Hervormde Kerk van Ouderkerk aan de Amstel van Jacob Eduard de Witte (in 1774 respectievelijk 1775), het Nieuwe Werkhuis en het Maagdenhuis van Abraham van der Hart (in 1782 respectievelijk 1786) en het Rechthuis van Westzaan van Johan Samuel Creutz (in 1794).
Veel van de afgebeelde bouwwerken waren in een moderne neoclassicistische bouwtrant opgetrokken, en op deze wijze speelde de Mercurius een belangrijke rol bij de verspreiding van (de kennis van) die stijl over Nederland, zoals van het Stadhuis van Weesp (in 1776) en van Felix Meritis in Amsterdam (in 1790), beide van de hand van Jacob Otten Husly, of de patriotse feesttempel in Haarlem van diens neef Leendert Viervant (in 1787). Ook nu treft men nog vaak losse platen daarvan in stedelijke archieven aan; zij werden vanaf 1792 door de nieuwe uitgever Swalm ook nadrukkelijk afzonderlijk aangeboden.
In de Bataafs-Franse Tijd nam het aantal architectuurprenten duidelijk af. De belangrijkste was een prent van de Pyramide van Austerlitz uit 1805; de laatste uit 1806 toonde een rij ingezakte geveltjes op het Amsterdamse Leidseplein.